# Halichaetonotus spinosus
Halichaetonotus spinosus är en djurart som tillhör fylumet bukhårsdjur, och som beskrevs av Mock 1979. Halichaetonotus spinosus ingår i släktet Halichaetonotus och familjen Chaetonotidae. Arten är reproducerande i Sverige. Inga underarter finns listade i Catalogue of Life.